# Amt (Verwaltungsgliederung)
Amt ist eine Bezeichnung für diverse Verwaltungsgliederungen.
Die Bezeichnung geht auf die Ämter zurück, die früheren Verwaltungs- und Gerichtsbezirke vieler Territorien im Heiligen Römischen Reich.

## Beispiele
- Deutschland: 
  - Amt (Kommunalrecht), eine kommunale Körperschaft des öffentlichen Rechts in den heutigen Ländern Brandenburg, Mecklenburg-Vorpommern und Schleswig-Holstein
  - Verwaltungsgebiet vom Spätmittelalter bis zum 20. Jahrhundert, siehe Amt (historisches Verwaltungsgebiet)
  - historische Verwaltungsgliederung im Herzogtum Berg. Siehe auch Bergische Ämterverfassung im Jahr 1363.
  - frühere Kreiseinteilung in Mecklenburg, siehe Geschichte Mecklenburgs
  - frühere Kreiseinteilung im Königreich Hannover
  - Amtsbezirk historisch, besonders in Norddeutschland, z. B. in Preußen, auch Oberamt, z. B. in Württemberg   
    - siehe auch: Ämter in Lippe, Ämter in Westfalen
- Österreich: historisch eine kleinere Verwaltungseinheit, meist als Namenszusatz (z. B. Schiltingeramt)
- Schweiz: historisch Amtsbezirk, Amtei
- Dänemark: Verwaltungseinheit in Dänemark seit 1662; 2006 abgeschafft. Siehe Amt (Dänemark)
- Norwegen: Verwaltungseinheit in Norwegen zwischen 1662 und 1919, seitdem unter der Bezeichnung Fylke